# Ruta 100 (Uruguay)
La ruta N.º 100 es una de las carreteras de Uruguay. Actualmente bajo jurisdicción departamental, se trata de un camino que recorre la región central del departamento de Durazno.

## Características
Su trazado comienza en la ruta 14 a la altura del kilómetro 198.300, junto a la localidad de Ombúes de Oribe, para tomar dirección suroeste-noreste, siguiendo primero la cuchilla de Tomás de Cuadra, hasta la zona de Pueblo de Alvarez, dónde la deja para cruzar el arroyo Sarandí de Cuadra y proseguir hasta la zona de María Cejas, allí sigue por la cresta de la cuchilla Grande del Durazno, recorriendo los parajes de Arroyo de los Perros y Fonseca, hasta Puntas de Carpintería, donde empalma con el Camino de los Paraguayos proveniente desde el sur. Desde allí, se dirige hacia el norte en dirección al río Negro, pasando por el paraje de Paso Real de Carpintería, el pueblo Aguas Buenas, el pueblo de San Jorge (el centro poblado más importante de su recorrido), parajes Sarandí de Río Negro y Los Agregados, para finalizar bruscamente en la zona conocida como Los Agüero, a pocos kilómetros de la orilla del río Negro.
Su trazado totaliza 93 kilómetros, íntegramente en el departamento de Durazno, que desde 1994 se encuentra bajo jurisdicción de la Intendencia Departamental, luego que por resolución 142/994, quedara desafectado de jurisdicción nacional su último tramo.